# Jhon Hernández Villamil
Jhon Jairo Hernández Villamil (Pereira, 6 gennaio 1984) è un cestista colombiano.

## Carriera
Con la Colombia ha disputato i Campionati americani del 2017.

## Palmarès
- Campionato colombiano: 1

Caribbean Storm Islands: 2023